# Aleksandr Chernyshov
Aleksandr Alekséyevich Chernyshov (en ruso: Александр Алексеевич Чернышeв; 21 de agosto de 1882 – 28 de abril de 1940), anglificado Alexander Chernyshov, fue un ingeniero electricista. Se graduó por la Universidad Politécnica Estatal de San Petersburgo en 1907, y trabajó allí hasta el fin de su vida. Realizó investigaciones sobre ingeniería radiofónica y en técnicas de alto voltaje. Ganó el Lenin Premio en 1930.